# Carrozzeria Gransport
Die Carrozzeria Gransport (alternative Schreibweise: Carrozzeria GranSport) war ein italienischer Hersteller von Automobilkarosserien in Modena. Das Unternehmen produzierte während seiner zehnjährigen Existenz in erster Linie Aufbauten für Rennsportfahrzeuge, hinzu kamen einzelne Prototypen für Straßensportwagen. Zeitweise bestand eine enge Verbindung zu Stanguellini.

## Unternehmensgeschichte
Bis in die 1970er-Jahre hinein war es nicht üblich, dass Rennwagenhersteller wie Ferrari oder Maserati die Karosserien ihrer Fahrzeuge selbst fertigten. Üblicherweise bauten sie lediglich die Motoren, teilweise auch die Rahmen. Die Karosserien hingegen wurden von Zulieferbetrieben aufgebaut. In dem aus den Städten Modena, Bologna und Argenta gebildeten Dreieck, das auch Terra dei Motori genannt wird, saßen in der Nachkriegszeit mehrere Dutzend selbständiger Karosseriebauunternehmen, die die Autohersteller mit Aufbauten belieferten. Viele von ihnen waren sehr kleine Betriebe, die flexibel und spontan auf Kundenwünsche reagieren konnten, bei größeren Aufträgen aber früh an ihre Grenzen stießen. Teilweise unterhielten sie Geschäftsbeziehungen miteinander oder waren im Bedarfsfall als Subunternehmer füreinander tätig. Die Carrozzeria Gransport war eines von ihnen.
Das Unternehmen wurde 1957 von Fernando Baccarini und Pietro Vaccari gegründet. Baccarini hatte in den frühen 1950er-Jahren für die Carrozzeria Fantuzzi gearbeitet und war danach für Fiandri e Malagoli tätig. Beide waren zeitweise Zulieferer für Ferrari und Maserati.
Zu den ersten Kunden der Carrozzeria Gransport gehörte der Rennwagenhersteller Stanguellini. Nachdem Gransport einen einzelnen Spyder aufgebaut hatte, fertigte das Unternehmen nahezu alle Aufbauten für Stanguellinis Formel-Junior-Wagen. Zu den letzten Arbeiten für Stanguellini gehörte die Karosserie des Colibrì, eines Rekordfahrzeugs, das mit einem Motorradmotor von Moto Guzzi ausgestattet war. Mit Beginn der 1960er-Jahre wandte sich Gransport auch dem Aufbau von Straßensportwagen zu. 1964 entstand für Automobili Serenissima nach einem Entwurf von Francesco Salomone die Karosserie des Sportwagens 308V/GT, der ein Einzelstück blieb. Außerdem sollen einige der ersten Karosserien des De Tomaso Vallelunga bei Gransport aufgebaut worden sein. Den letzten großen Auftrag der Carrozzeria Gransport vermittelte Alejandro De Tomaso: Das Unternehmen baute 1964 die Karosserien für fünf der insgesamt sechs Shelby Cobra Daytona. Gransport hatte den Zuschlag erhalten, weil der ursprünglich von Carroll Shelby ins Auge gefasste US-amerikanischer Karosseriehersteller die Einhaltung der engen Zeitvorgaben nicht sicherstellen konnte.
Die hohe handwerkliche Leistung der Carrozzeria Gransport zeigt sich exemplarisch an dem Daytona-Coupé mit der Chassisnummer CSX2299: Der noch unter Shelby in Kalifornien modifizierte Hilfsrahmen für die Karosserie war irrtümlich fehlerhaft und die Gürtellinie vor der Windschutzscheibe etwa 25 Millimeter zu hoch. Dadurch passten die vorbereiteten Holzböcke zum Formen der Leichtmetallbleche nicht mehr. Dennoch gelang Gransport der Aufbau der Karosserie weitgehend freihändig (ohne Holzform) mit erhöhter Gürtellinie und entsprechend flacher gerundetem Dach. Trotz der Komplikationen wurde das Fahrzeug noch rechtzeitig für das 24-Stunden-Rennen von Le Mans 1964 fertig. Dies war um so wichtiger, als das zweite von Shelby gemeldete Fahrzeug schon bei der Anreise auf einem Transporter verunfallte.
1967 stellte das Unternehmen den Betrieb ein. Die Familie Vaccari unterhält nach wie vor in Modena eine Karosseriewerkstatt.

## Galerie

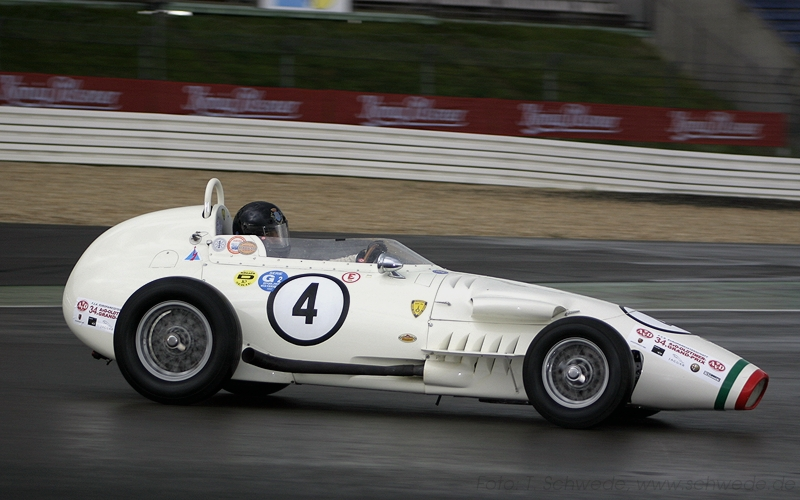
Stanguellini Formel Junior (ab 1958)
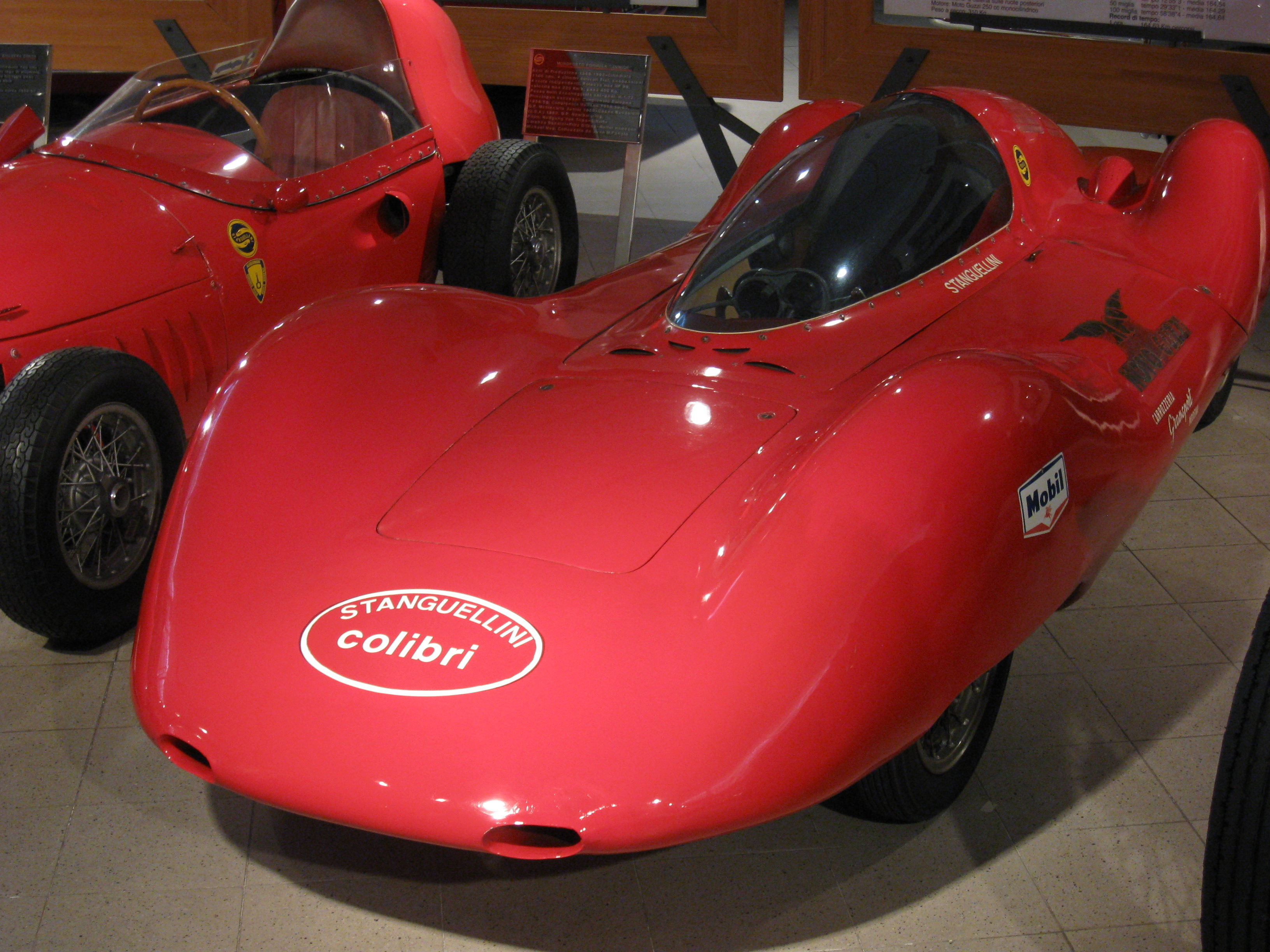
Stanguellini Colibrì (1963)
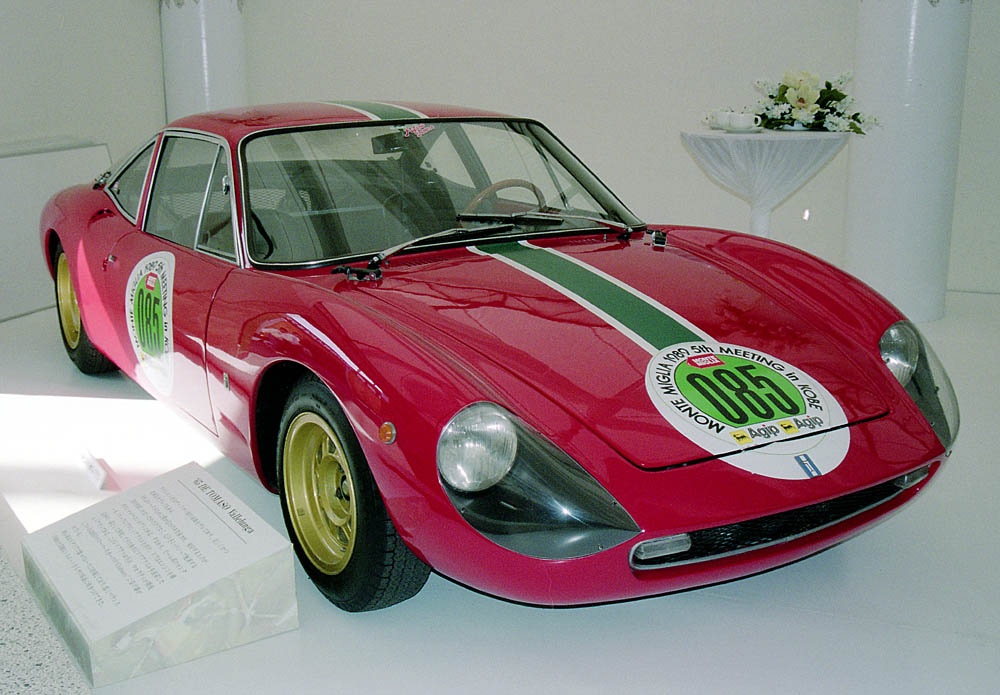
De Tomaso Vallelunga (1963)
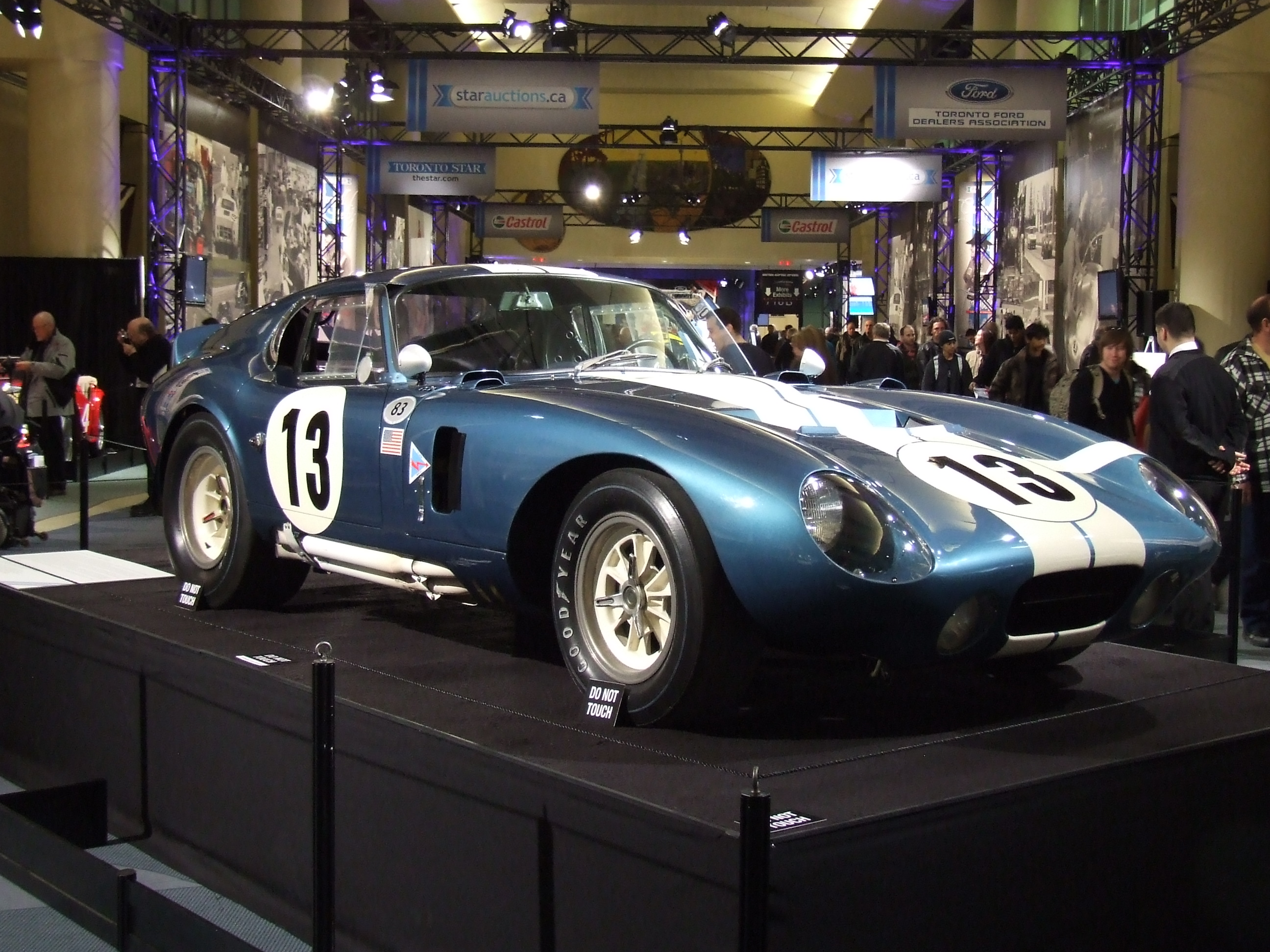
Shelby Cobra Daytona Coupé (1964)
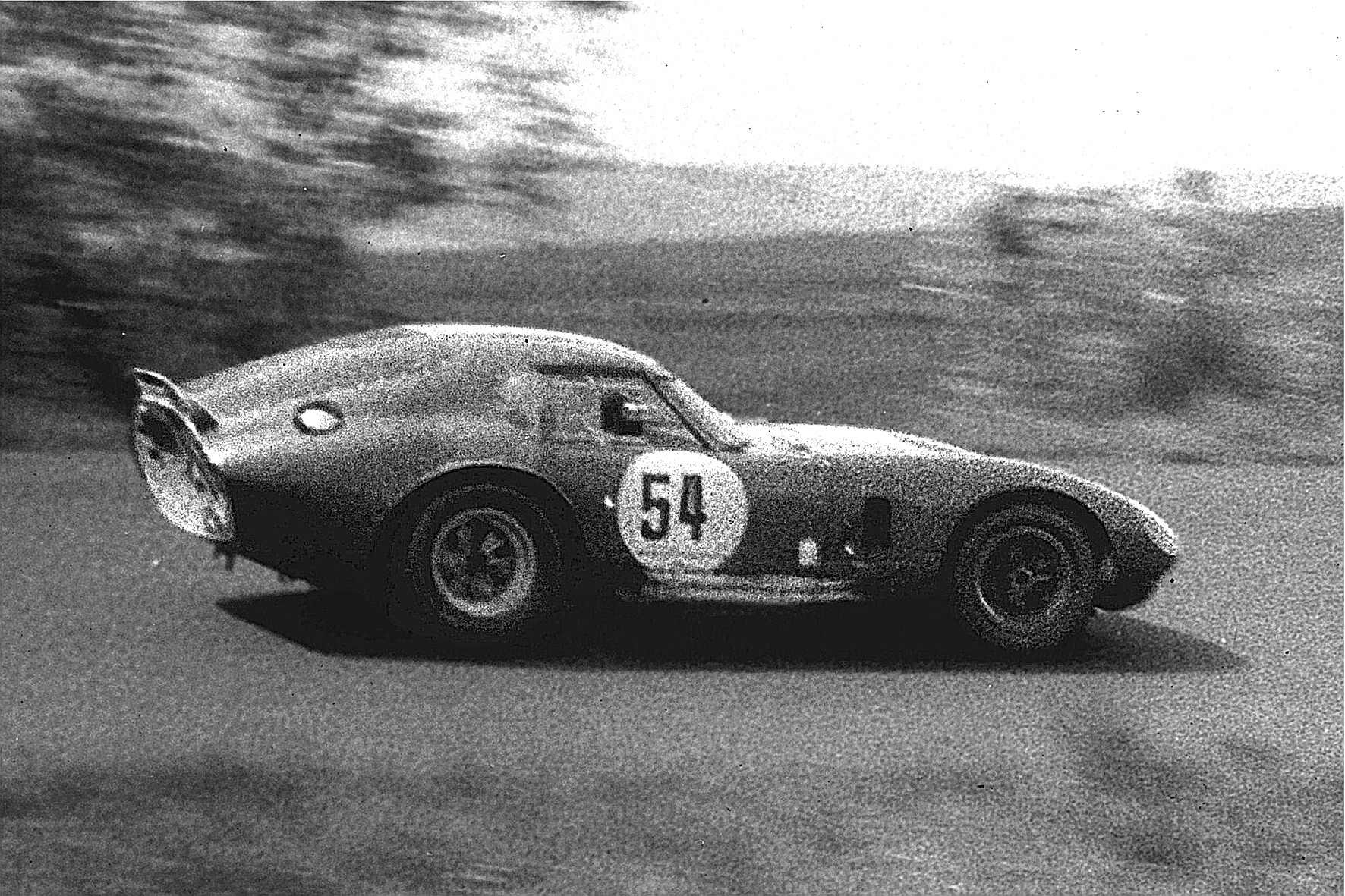
Shelby Cobra Daytona Coupé im Renneinsatz auf dem Nürburgring 1965